# Гришинська сільська рада (Первомайський район)
Гри́шинська сільська́ ра́да — адміністративно-територіальна одиниця та орган місцевого самоврядування в Первомайському районі Автономної Республіки Крим. Адміністративний центр — село Гришине.

## Загальні відомості
- Населення ради: 2 559 осіб (станом на 2001 рік)

## Населені пункти
Сільській раді підпорядковані населені пункти:
- с. Гришине
- с. Випасне
- с. Фрунзе

## Склад ради
Рада складається з 16 депутатів та голови.
- Голова ради:

### Керівний склад попередніх скликань
| Прізвище, ім'я, по батькові | Основні відомості                                            | Дата обрання | Дата звільнення |
| --------------------------- | ------------------------------------------------------------ | ------------ | --------------- |
| Ширпал Микола Феофанович    | Сільський голова, 1965 року народження, безпартійний         | 26.03.2006   | 31.10.2010      |
| Ширпал Микола Феофанович    | Сільський голова, 1965 року народження, член Партії регіонів | 31.10.2010   | 31.10.2013      |

Примітка: таблиця складена за даними сайту Верховної Ради України

### Депутати
За результатами місцевих виборів 2010 року депутатами ради стали:

#### За суб'єктами висування
| Суб'єкт висування | Кількість обраних депутатів | %    |
| ----------------- | --------------------------- | ---- |
| Партія регіонів   | 10                          | 62,5 |
| Самовисування     | 4                           | 25   |
| Народна партія    | 1                           | 6,3  |
| Партія «Союз»     | 1                           | 6,3  |

#### За округами
| № округу        | Прізвище, ім'я, по батькові       | Дата визнання обраним | Освіта             | Партійна приналежність | Відомості про обраного депутата                  |
| --------------- | --------------------------------- | --------------------- | ------------------ | ---------------------- | ------------------------------------------------ |
| Народна Партія  |                                   |                       |                    |                        |                                                  |
| 7               | Рижко Світлана Іванівна           | 01.11.2010            | середня            | член Народної партії   | тимчасово не працює                              |
| Партія регіонів |                                   |                       |                    |                        |                                                  |
| 1               | Шестакова Ніна Володимирівна      | 01.11.2010            | середня спеціальна | член Партії регіонів   | СВК «Докучаївський», бухгалтер                   |
| 2               | Броницький Юрій Васильович        | 01.11.2010            | вища               | член Партії регіонів   | Гришинська сільська рада, охоронець              |
| 4               | Лесниченко Ольга Миколаївна       | 01.11.2010            | середня спеціальна | член Партії регіонів   | Гришинська сільська рада, спеціаліст             |
| 5               | Березовський Олександр Іванович   | 01.11.2010            | вища               | член Партії регіонів   | Гришинська сільська рада, спеціаліст             |
| 6               | Деревенська Людмила Миколаївна    | 01.11.2010            | середня спеціальна | член Партії регіонів   | Гришинська сільська рада, головний бухгалтер     |
| 8               | Мордухай Людмила Іванівна         | 01.11.2010            | вища               | член Партії регіонів   | Гришинська загальноосвітня школа, директор       |
| 10              | Пєнкіна Тетяна Олексіївна         | 01.11.2010            | середня спеціальна | член Партії регіонів   | пенсіонер                                        |
| 13              | Завгородній Анатолій Миколайович  | 01.11.2010            | середня спеціальна | член Партії регіонів   | СВК «Докучаївський», завгар                      |
| 14              | Зозуля Іван Григорович            | 01.11.2010            | середня спеціальна | член Партії регіонів   | Фрунзенський будинок культури, художній керівник |
| 16              | Ляхович Надія Василівна           | 01.11.2010            | середня спеціальна | член Партії регіонів   | Гришинська загальноосвітня школа, завгосп        |
| Партія «Союз»   |                                   |                       |                    |                        |                                                  |
| 3               | Головачов Олександр Володимирович | 01.11.2010            | середня            | член Партії «Союз»     | водний канал, оператор                           |
| Самовисування   |                                   |                       |                    |                        |                                                  |
| 9               | Лопух Світлана Андронікова        | 01.11.2010            | вища               | позапартійна           | Гришинська загальноосвітня школа, вчитель        |
| 11              | Довгаль Володимир Володимирович   | 01.11.2010            | вища               | позапартійний          | тимчасово не працює                              |
| 12              | Гладишев Юрій Афанасійович        | 01.11.2010            | середня            | позапартійний          | фермерське господарство «Горизонт», фермер       |
| 15              | Островська Любомира Миколаївна    | 01.11.2010            | вища               | позапартійна           | приватний підприємець                            |